# 59-я гвардейская танковая бригада
59-я гварде́йская та́нковая Лю́блинская два́жды Краснознамённая ордено́в Суво́рова и Куту́зова брига́да — гвардейская танковая бригада Красной армии ВС СССР, в годы Великой Отечественной войны.
Условное наименование — войсковая часть полевая почта (в/ч пп) № 31764.
Сокращённое действительное наименование — 59 гв. тбр.

## История формирования
Бригада была сформирована на основании директивы НКО № 723499сс от 15 февраля 1942 года, как 99-я танковая бригада по штатам № 010/345 — 010/352. Формирование бригады проходило с 8 марта 1942 года в городе Копейске Челябинским управлением автобронетанкового центра Уральского военного округа.
Приказом Верховного главнокомандующего от 19 сентября 1943 года 2-й танковый корпус был преобразован в 8-й гвардейский танковый корпус, входившей в него 99-й танковой бригаде также было присвоено почётное звание «Гвардейская». Новый войсковой № 59-я гвардейская танковая бригада был присвоен директивой ГШ КА № Орг/3/139628 от 23 сентября 1943 года.

## Участие в боевых действиях
Период вхождения в действующую армию: 19 сентября 1943 года — 28 ноября 1943 года, 10 мая 1944 года — 9 мая 1945 года.

## Состав
при переформировании в гвардейскую по штатам № 010/270 — 010/277:
- Управление бригады (штат № 010/270)
- 289-й отдельный танковый батальон (штат № 010/271)[6]
- 290-й отдельный танковый батальон (штат № 010/272)[7]
- Мотострелково-пулемётный батальон (штат № 010/273)
- Истребительно-противотанковая батарея (штат № 010/274)
- Рота управления (штат № 010/275)
- Рота технического обеспечения (штат № 010/276)
- Медико-санитарный взвод (штат № 010/277)
- Рота ПТР (штат № 010/375)
- Зенитно-пулемётная рота (штат № 010/451)

Директивой ГШ КА № 43189 от 23 декабря 1943 года переведена на штаты № 010/500 — 010/506:
- Управление бригады (штат № 010/500)
- 1-й отдельный танковый батальон (штат № 010/501) (до 13.01.1944 289-й отб)
- 2-й отдельный танковый батальон (штат № 010/501) (до 13.01.1944 290-й отб)
- 3-й отдельный танковый батальон (штат № 010/501)
- Моторизованный батальон автоматчиков (штат № 010/502)
- Зенитно-пулемётная рота (штат № 010/503)
- Рота управления (штат № 010/504)
- Рота технического обеспечения (штат № 010/505)
- Медсанвзвод (штат № 010/506)

## В составе
| Подчинение     | Подчинение             | Подчинение         | Подчинение                      | Подчинение |
| Дата           | Фронт (округ)          | Армия              | Корпус                          | Примечания |
| -------------- | ---------------------- | ------------------ | ------------------------------- | ---------- |
| 1.11.1943 года | 1-й Украинский фронт   | 40-я армия         | 8-й гвардейский танковый корпус | -          |
| 1.12.1943 года | Резерв Ставки ВГК      | -                  | 8-й гвардейский танковый корпус | -          |
| 1.01.1944 года | Резерв Ставки ВГК      | -                  | 8-й гвардейский танковый корпус | -          |
| 1.02.1944 года | Резерв Ставки ВГК      | -                  | 8-й гвардейский танковый корпус | -          |
| 1.03.1944 года | Резерв Ставки ВГК      | -                  | 8-й гвардейский танковый корпус | -          |
| 1.04.1944 года | Резерв Ставки ВГК      | -                  | 8-й гвардейский танковый корпус | -          |
| 1.05.1944 года | Киевский военный округ | -                  | 8-й гвардейский танковый корпус | -          |
| 1.06.1944 года | 1-й Белорусский фронт  | -                  | 8-й гвардейский танковый корпус | -          |
| 1.07.1944 года | 1-й Белорусский фронт  | -                  | 8-й гвардейский танковый корпус | -          |
| 1.08.1944 года | 1-й Белорусский фронт  | 2-я танковая армия | 8-й гвардейский танковый корпус | -          |
| 1.09.1944 года | 1-й Белорусский фронт  | -                  | 8-й гвардейский танковый корпус | -          |
| 1.10.1944 года | 1-й Белорусский фронт  | 47-я армия         | 8-й гвардейский танковый корпус | -          |
| 1.11.1944 года | 1-й Белорусский фронт  | 65-я армия         | 8-й гвардейский танковый корпус | -          |
| 1.12.1944 года | 2-й Белорусский фронт  | -                  | 8-й гвардейский танковый корпус | -          |
| 1.01.1945 года | 2-й Белорусский фронт  | -                  | 8-й гвардейский танковый корпус | -          |
| 1.02.1945 года | 2-й Белорусский фронт  | -                  | 8-й гвардейский танковый корпус | -          |
| 1.03.1945 года | 2-й Белорусский фронт  | -                  | 8-й гвардейский танковый корпус | -          |
| 1.04.1945 года | 2-й Белорусский фронт  | 2-я ударная армия  | 8-й гвардейский танковый корпус | -          |
| 1.05.1945 года | 2-й Белорусский фронт  | -                  | 8-й гвардейский танковый корпус | -          |

## Командование бригады

### Командиры бригады
- Пузанков, Григорий Степанович (19.09.1943 — 07.12.1943), гвардии подполковник;
- Туренков, Афанасий Семёнович (10.12.1943 — 10.06.1945), гвардии подполковник, гвардии полковник[10][11]

### Заместители командира бригады по строевой части
- Фраков Сергей Александрович (1944), гвардии подполковник

### Начальники штаба бригады
- Бобров Ефим Фомич (23.09.1943 — 04.12.1943), гвардии майор;
- Волков Семён Никитич (04.12.1943 — 10.06.1945), гвардии подполковник[12]

### Начальники политотдела, заместители командира по политической части
- Тептин Иван Иванович (26.07.1943 — 10.06.1945), гвардии майор, с 24.10.1943 гвардии подполковник[13]

## Отличившиеся воины
6 воинов бригады были удостоены звания Героя Советского Союза, а ещё 6 стали полными кавалерами ордена Славы:
|  | Козловский Николай Кузьмич    | командир танковой роты                             | Лейтенант Бронетанковых войск Красной Армии         | 03.06.1944                       | 14 октября 1943 года погиб в районе села Великий Букрин, Киевской области, похоронен в Великом Букрине |
|  | Максимов Георгий Иванович     | командир мотострелково-пулемётного батальона       | Майор Бронетанковых войск Красной Армии             | 03.06.1944                       | |
|  | Потапов Василий Абрамович     | командир 290-го танкового батальона                | Старший лейтенант Бронетанковых войск Красной Армии | 03.06.1944                       | |
|  | Суворов Сергей Николаевич     | командир истребительно-противотанковой батареи     | Старший лейтенант Бронетанковых войск Красной Армии | 03.06.1944                       | |
|  | Тюрин Василий Фёдорович       | автоматчик мотострелково-пулемётного батальона     | Красноармеец                                        | 03.06.1944                       | погиб в бою 20 декабря 1943 года близ села Александрополь Солонянского района Днепропетровской области |
|  | Федченко Иван Семёнович       | командир орудия                                    |                                                     | 03.06.1944                       | |
|  | Архипкин Иван Романович       | помощник механика танка 1-го танкового батальона   | Младший сержант                                     | 09.08.1944 19.08.1955            | 16 августа 1944 года повторно награждён орденом Славы III степени, 14 октября 1944 года награждён орденом Славы III степени в третий раз, 19 августа 1955 года перенаграждён орденами Славы 2-й и 1-й степеней |
|  | Пинчук, Павел Александрович   | комсорг моторизованного батальона автоматчиков     |                                                     | 12.08.1944 16.11.1944 29.06.1945 | |
|  | Полтавцев, Дмитрий Филиппович | разведчик моторизованного батальона автоматчиков   | Красноармеец                                        | 23.08.1944 23.03.1945 29.12.1980 | 29 апреля 1945 года повторно награждён орденом Славы III степени, 29 декабря 1980 года перенаграждён орденом Славы I степени                                                                                   |
|  | Ремизов, Николай Николаевич   | комсорг 1-го танкового батальона                   |                                                     | 12.08.1944 17.10.1944 29.06.1945 | |
|  | Сергеев Илья Михайлович       | командир башни танка M4A2 3-го танкового батальона | Старший сержант                                     | 12.08.1944 17.10.1944 29.06.1945 | |
|  | Тякин Анатолий Владимирович   | автоматчик моторизованного батальона автоматчиков  | Младший сержант                                     | 23.08.1944 16.11.1944 29.06.1945 | |

## Награды и почётные наименования
| Награда (наименование)             | Дата награждения                                                                    | За что получена |
| ---------------------------------- | ----------------------------------------------------------------------------------- | --- |
| Почётное звание «Гвардейская»      | присвоено приказом Народного комиссара обороны СССР № 284 от 19 сентября 1943 года. | за доблесть и мужество личного состава |
| Почётное наименование «Люблинская» | присвоено приказом Верховного главнокомандующего № 0249 от 9 августа 1944 года      | в ознаменование одержанной победы и отличия в боях за овладение городом Люблин                                                                                                   |
| Орден Красного Знамени             | награждена указом Президиума Верховного Совета СССР от 12 августа 1944 года         | за образцовое выполнение заданий командования в боях с немецкими захватчиками, за овладение городами Седлец, Минск-Мазовецкий и Луков и проявленные при этом доблесть и мужество |
| Орден Красного Знамени             | награждена указом Президиума Верховного Совета СССР от 26 апреля 1945 года          | за образцовое выполнение заданий командования в боях с немецкими захватчиками при овладении городами Гнев и Старогард и проявленные при этом доблесть и мужество                 |
| Орден Суворова II степени          | награждена указом Президиума Верховного Совета СССР от 31 октября 1944 года         | за образцовое выполнение заданий командования в боях с немецкими захватчиками, за овладение крепостью Прага и проявленные при этом доблесть и мужество                           |
| Орден Кутузова II степени          | награждена указом Президиума Верховного Совета СССР от 17 мая 1945 года             | за образцовое выполнение заданий командования в боях с немецкими захватчиками при овладении городом и крепостью Гданьск (Данциг) и проявленные при этом доблесть и мужество      |

## Послевоенная история
16 июля 1945 года 8-й гвардейский танковый корпус был преобразован в 8-ю гвардейскую танковую дивизию, а 59-я гвардейская танковая бригада была преобразована в 59-й гвардейский танковый полк этой дивизии. Дивизия вошла в состав 5-й гвардейской танковой армии (с 12 июня 1946 года 5-я гвардейская механизированная армия) и была выведена в Белорусский военный округ. 31 октября 1946 года 8-я гвардейская танковая дивизия была свёрнута в 8-й танковый полк кадра, но уже через два года 28 октября 1948 года вновь развёрнута в том же составе.
Весной 1957 года 59-й гвардейский танковый полк был расформирован.
1 декабря 2018 года 59-й гвардейский танковый Люблинский дважды Краснознамённый, орденов Суворова и Кутузова полк был воссоздан в городе Ельня и вошёл в состав 144-й гвардейской мотострелковой дивизии.